# Blätter für die Kunst

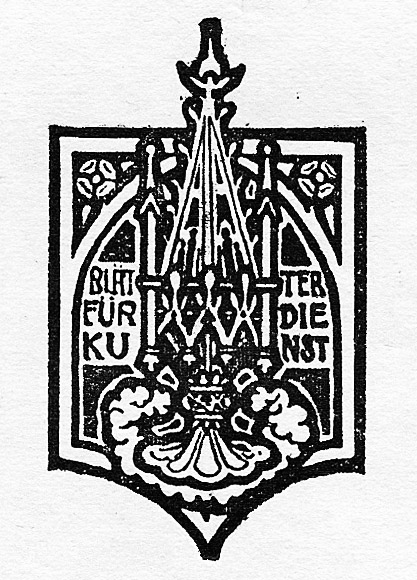
Logotyp för Blätter für die Kunst från början av 1900-talet

Blätter für die Kunst, tysk tidskrift för litteratur, poesi och konst, utgiven 1892-1919 av den tyske poeten Stefan George. 
1892 började George utgiva den enbart för vänner och invigda (kallade George-Kreis) tillgängliga tidskriften; för den stora publiken har det sedan föranstaltats två urval, 1899 och 1904. I Blätter für die Kunst offentliggjorde George flertalet av sina dikter och sökte jämte sina kamrater (Hugo von Hofmannsthal m. fl.) att skapa en ny lyrik. Som program för denna gäller tidskriftens: 
"Vi vilja ingen uppfinning av historier, utan återgivande av stämningar, ingen betraktelse, utan framställning, ingen underhållning, utan intryck."